# Yankee (warenhuis)
Yankee was een Amerikaanse discount warenhuisketen, opgericht in Flint (Michigan). 

## Geschiedenis
In 1948 openden de partners Joseph Megdell en Wilbert Roberts in 1948 hun eerste winkel om militaire overtollige goederen te verkopen onder de naam US Surplus. In 1964 was het uitgegroeid tot een discountketen met 21 winkels verspreid over het zuidoosten van Michigan, voornamelijk rond Flint. Veel van haar vestigingen waren gekoppeld aan de lokale supermarktketen Hamady Brothers. Sommige grotere winkels, waaronder die in Lansing en Bay City, werden Yankee Stadium genoemd.
Megdell en Roberts verkochten de keten in 1965 aan Borman Foods, het toenmalige moederbedrijf van Farmer Jack supermarkten. Borman breidde de keten tevergeefs uit naar de regio Detroit, en sloot die winkels in 1971. Veel van de winkels in Detroit werden verkocht aan Shoppers Fair. In 1972 verkocht Borman de Yankee-keten aan het in Californië gevestigde Zodys.  Zodys sloot haar vestigingen in Michigan in 1974 als onderdeel van de faillissementsprocedure van de keten. 